# Knud Sørensen (Politiker)
Knud „Kunuuteeraq“ Sørensen (* 25. September 1934 in Aasiaat; † 10. Januar 2009) war ein grönländischer Politiker (Atassut) und Kaufmann.

## Leben

### Frühe Jahre
Knud Sørensen war uneheliche Sohn des Fachlehrers Hans Egede Berthelsen (1918–1999) und der Fabrikleiterin Birthe Lydie Sofie Sørensen verh. Joelsen (1917–1993). Sein jüngerer Halbbruder ist der Pastor und Schriftsteller Lars-Pele Berthelsen (* 1949). Er heiratete in erster Ehe Judith Søholm († 1961), Tochter des Jägers Boye Søholm und der Hebamme Louise. Nach dem frühen Tod seiner ersten Frau heiratete er am 14. Juni 1965 die Ladenassistentin Severine Frederiksen (* 1944) aus Iginniarfik, Tochter des Jägers Sakarias Frederiksen († 1966) und seiner Frau Birthe.
Er besuchte von 1948 bis 1950 die Efterskole in Aasiaat, beendete 1951 die Realschule in Nuuk und ließ sich anschließend bis 1954 beim KGH zum Handels- und Büroassistenten ausbilden. Von 1955 bis 1958 war er Udstedsverwalter in Manermiut und dann von 1958 bis 1964 in Killiit. Von 1964 bis 1968 war er Verwalter in Iginniarfik, bevor er in Attu arbeitete. Anschließend war er von 1971 bis 1975 Ladenverwalter. 1983 wurde er Dorfassistent. Ab 1997 arbeitete er als Taxifahrer.

### Politikkarriere
Von 1962 bis 1964 saß er im Rat der Gemeinde Aasiaat. Landesweit kandidierte er bei der Landesratswahl 1967 als Erster Stellvertreter von Edvard Reimer im Wahlkreis Kangaatsiaq. Von 1971 bis 1975 war er Ratsmitglied der Gemeinde Kangaatsiaq. 1975 wurde er zum Bürgermeister der Gemeinde Aasiaat gewählt. Bei der Landesratswahl 1975 war er Erster Stellvertreter von Magnus Larsen. Er trat bei der Parlamentswahl 1979 für die Atassut als Erster Stellvertreter von Ado Lynge und als Zweiter Stellvertreter von Otto Steenholdt an. Bei der Wahl 1983 war er Erster Stellvertreter von Otto Steenholdt. Von 1983 bis 1989 war er nur noch Zweiter Vizebürgermeister. Bei der Parlamentswahl 1984 kandidierte er erstmals selbst und wurde ins Inatsisartut gewählt. 1987 erfolgte seine Wiederwahl. Bei der Folketingswahl 1987 trat er an, wurde aber nicht gewählt. Im Jahr darauf kandidierte er bei der Folketingswahl 1988 als Erster Stellvertreter von Torben Emil Lynge. 1989 wurde er wieder Bürgermeister seiner Heimatgemeinde. 1991 wurde er zum dritten Mal in Folge ins Parlament gewählt. Von 1992 bis 1995 saß er in der Kommunalreformkommission. Bei der Folketingswahl 1994 war er Erster Stellvertreter von Otto Steenholdt. Ab 1995 war er wieder nicht Bürgermeister, wurde aber bei der Parlamentswahl 1995 zum vierten Mal ins Inatsisartut gewählt. Nach der Wahl wurde er zum Parlamentspräsidenten ernannt, trat aber 1997 zurück, nachdem man ihm verbale Belästigung vorgeworfen hatte. Im Jahr darauf kandidierte er erfolglos bei der Folketingswahl 1998. Bei der Parlamentswahl 1999 verpasste er die Wiederwahl und schied nach 15 Jahren aus dem Inatsisartut aus. Von 2001 bis 2005 war er abermals Bürgermeister der Gemeinde Aasiaat. Anschließend beendete er seine politische Karriere.
Knud Sørensen hatte mehrere Ehrenämter inne. Von 1984 bis 1989 war er Schöffe in Aasiaat. Von 1986 bis 1991 war er Vorsitzender des KNI-Rats und von 1997 bis 1999 Aufsichtsratsvorsitzender bei KNI. Von 1992 bis 1995 gehörte er der Kommunalreformkommission an.
Am 13. Juli 1993 wurde er mit dem Nersornaat in Silber ausgezeichnet, erhielt dann denselben in Gold am 27. September 1996 und wurde 1997 zum Ritter des Dannebrogordens ernannt. Er starb 2009 im Alter von 74 Jahren.